# Kuyucak, Akseki
Kuyucak là một thị trấn thuộc huyện Akseki, tỉnh Antalya, Thổ Nhĩ Kỳ. Dân số thời điểm năm 2011 là 773 người.